# Tiddis
Tiddis appelée aussi Castellum Tidditanorum durant la période romaine, était une cité numide puis romaine qui dépendait de Cirta. Elle est située sur le territoire de l'actuelle commune de Beni Hamiden dans la wilaya de Constantine en Algérie.
Classé en 1992, le site est bien conservé. Tiddis est célèbre pour ses poteries dont le style est similaire aux poteries kabyles contemporaines. Le bourg est resté connu par son art, jusqu'à la période almohade.

## Toponymie
Tiddis est un nom Amazigh. On peut le relier au mot idis, qui désigne le « côté » ou le « flanc », par référence à la position de la ville, accrochée aux flancs de la montagne. II peut aussi provenir d'autres mots : tidist, tadist : « ventre », et plus spécialement ventre de la femme enceinte, par référence aux bazinas qui évoquent le ventre de la femme enceinte, ou de ddes, « organiser ». 
Tiddis a porté le nom de Castellum Tidditanorum durant la période romaine, elle est ultérieurement, dénommée Qsantina l qadîma (« Constantine la vieille »), à cause de la ressemblance avec le site de Constantine.

## Localisation
Tiddis est située sur l'actuel lieu-dit El-Kheneg, entre Constantine et El Milia, sur un versant des gorges du Rhummel, à 30 km au nord-ouest de Constantine, dans la commune de Beni Hamiden. Réplique de Constantine en plus petit, par son site, la ville est en effet ,bâtie sur un site rocheux escarpé, bordé de falaises de trois côtés. 

## Histoire

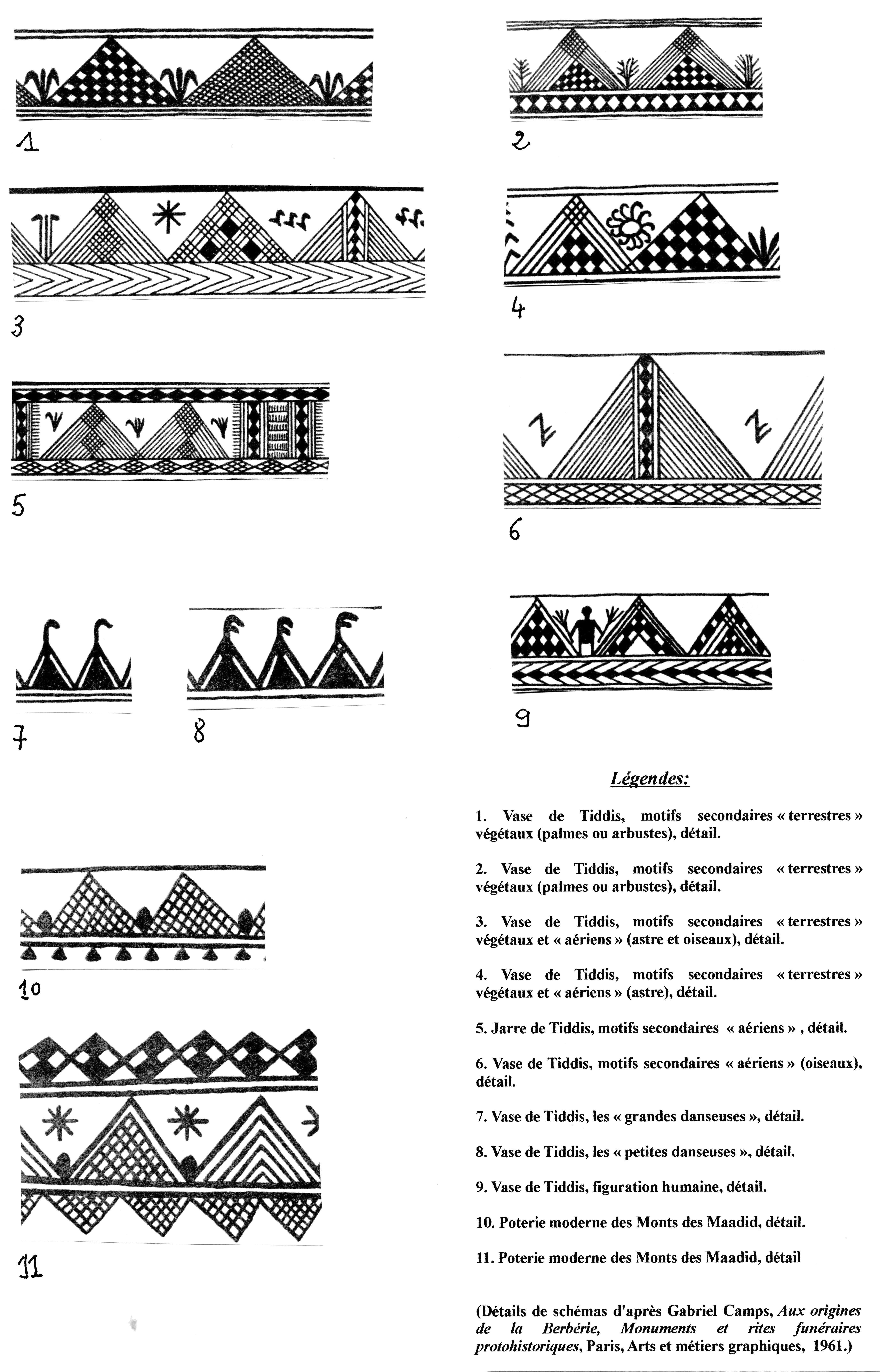
Décors de vases de Tiddis

L'occupation humaine à Tiddis remonte à la préhistoire comme l'attestent des tumulus, des bazina, des dolmens et des céramiques modelées. L'un de ces vases porte la plus ancienne inscription libyque/berbère connue. On y a retrouvé notamment un bétyle.  
C'est sur un site occupé par une ville ou un village berbère que les Romains ont fondé Castellum Tidditanorum. Il faisait partie des castella, petites villes fortifiées, chargées de défendre Cirta contre les incursions des montagnards berbères. Tiddis a été modifiée par les Romains et aménagée selon leur système d'urbanisation. Cette agglomération, établie sur un plateau, possédait une porte monumentale, un forum, des thermes, des installations industrielles (tanneries), et des bâtiments religieux dont un sanctuaire de Mithra daté du IVe siècle av. J.-C..
De la période chrétienne, on a attesté les restes d'une chapelle chrétienne et de nombreuses inscriptions romaines. Des châteaux d'eau et des citernes de toutes formes rappellent que la ville manquait de sources. Le Mausolée de Quintus Lollius Urbicus est édifié par Quintus Lollius Urbicus, natif de Tiddis et fils d'un propriétaire terrien berbère puis devenu préfet de Rome, a dédié aux cinq membres de sa famille. 
À l'extérieur de la cité, se déroulait un marché périodique qui se tenaient tour à tour dans la région de Cirta à des jours différents dans les divers bourgs numides. Le bourg est occupé jusqu'à la période almohade, au XIIe siècle.

## Poteries

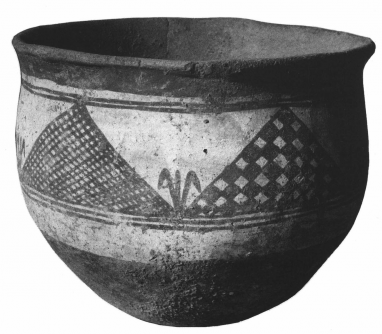
Vase funéraire de Tiddis.

Tiddis est célèbre pour ses poteries qui comptent parmi les plus belles de l'art berbère. Son style se distingue par un décor géométrique triangulaire, semblable à celui que l'on retrouve dans les poteries kabyles contemporaines. Le style de Tiddis s'accompagne de motifs représentant des oiseaux des végétaux et des humains stylisés, parfois réduits en simples triangles. Ce style a connu une grande extension en Afrique du nord : en Algérie orientale, au nord de l'Aurès et des Nemencha, en Kabylie, au nord de la Tunisie, dans l'Ouarsenis et le Rif oriental.
Durant la période musulmane, Tiddis est encore connue par son art, on atteste de magnifiques poteries vernissées.

## Site archéologique
Les fouilles ont été dirigées par l'archéologue André Berthier qui s'est consacré (de 1940 à 1973) au dégagement et à l'étude exhaustive de cette cité.
La cité antique est bien conservée, le site a été classé en 1992. Il est aujourd'hui sous tutelle de l'Ogebc (Office de gestion et d'exploitation des biens culturels). Sur les 40 hectares que compte la cité antique, seuls 7 ha ont été fouillés et répertoriés, les fouilles ont permis la découverte de plusieurs vestiges de la ville romaine : des temples dédiés aux divinités, un forum, des voies dallées, des quartiers d'artisans, des thermes et des réservoirs d'eau. Des pièces du site sont exposées au musée national Cirta.
Les ruines se diviseraient en trois zones : le premier occupant le plateau, le second, le versant oriental, le troisième, le pied de la falaise. Le plateau est divisé en deux parties séparées par un mur partant du point le plus élevé appelé Ras El Dar. Seule la partie orientale du plateau a été construite. Schématiquement, plus l'on monte, plus l'on trouve des quartiers plus anciens de la ville.

Site archéologique de Tiddis
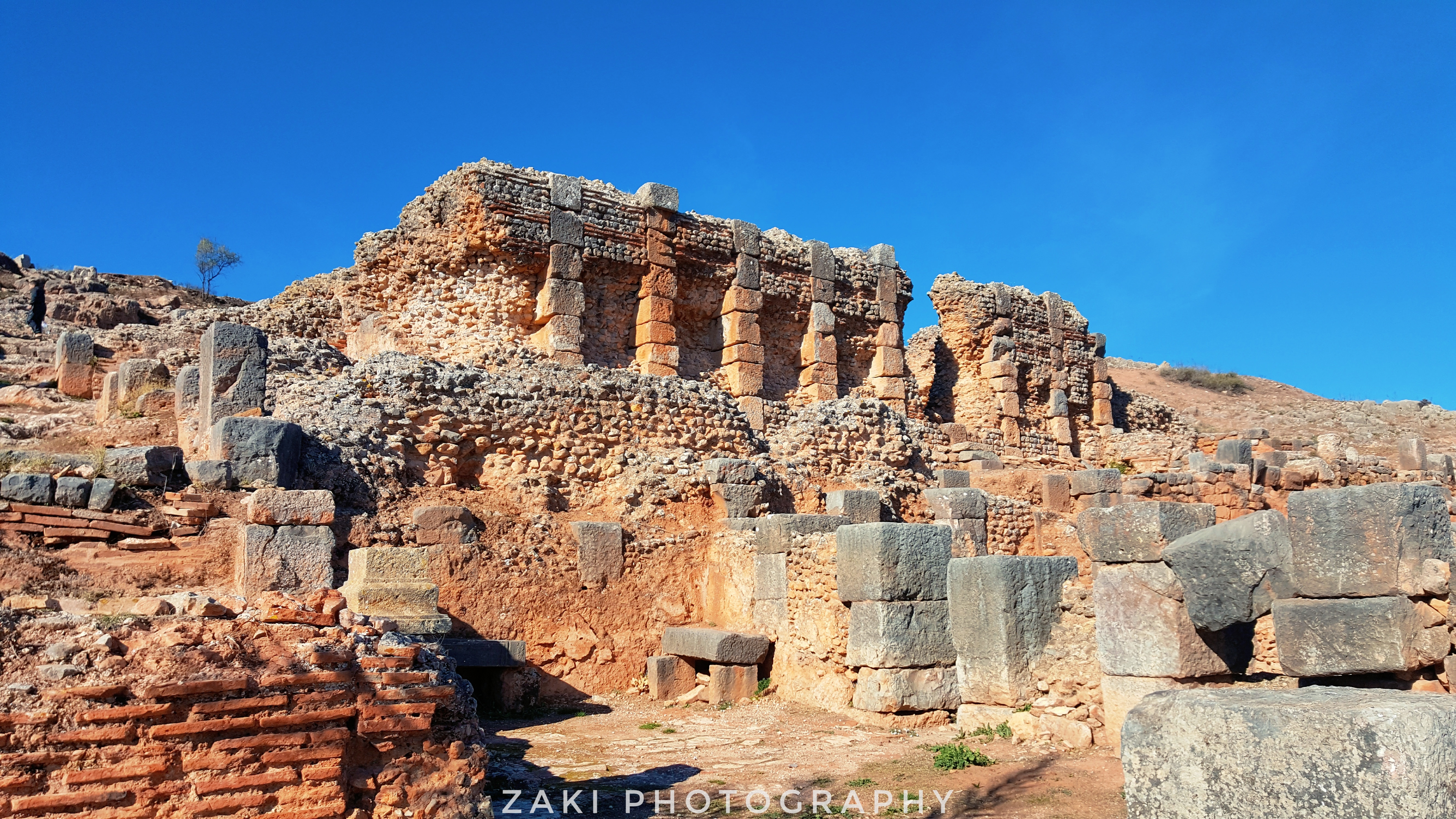
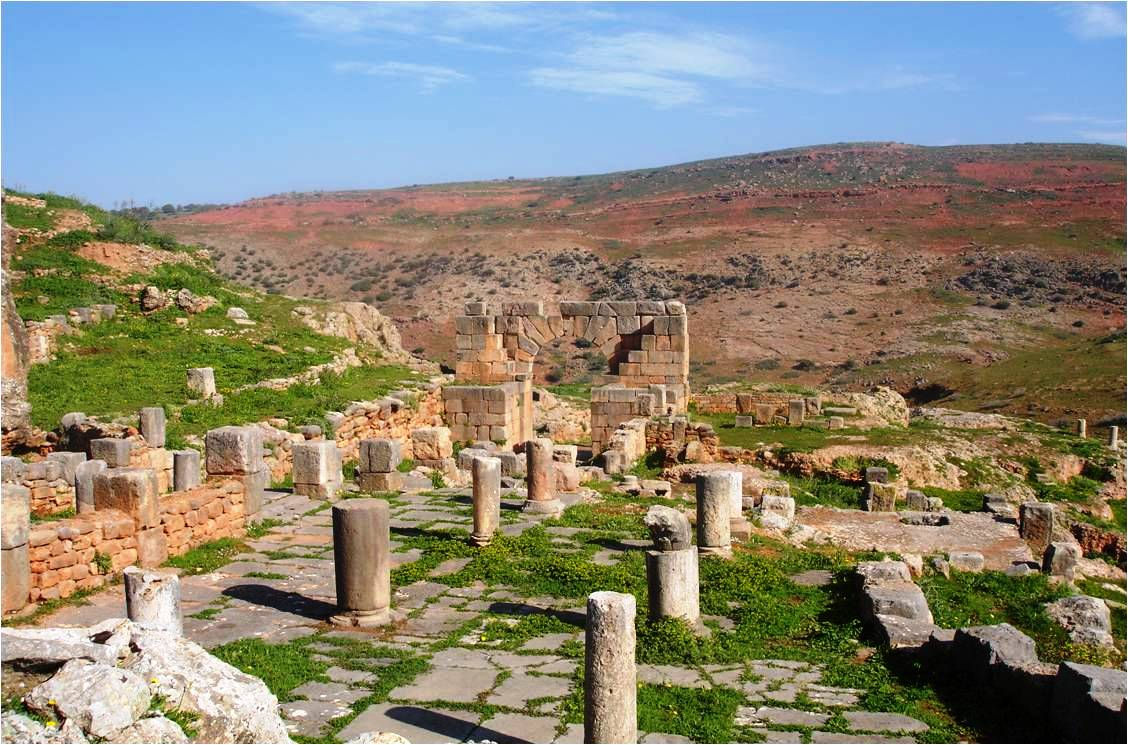
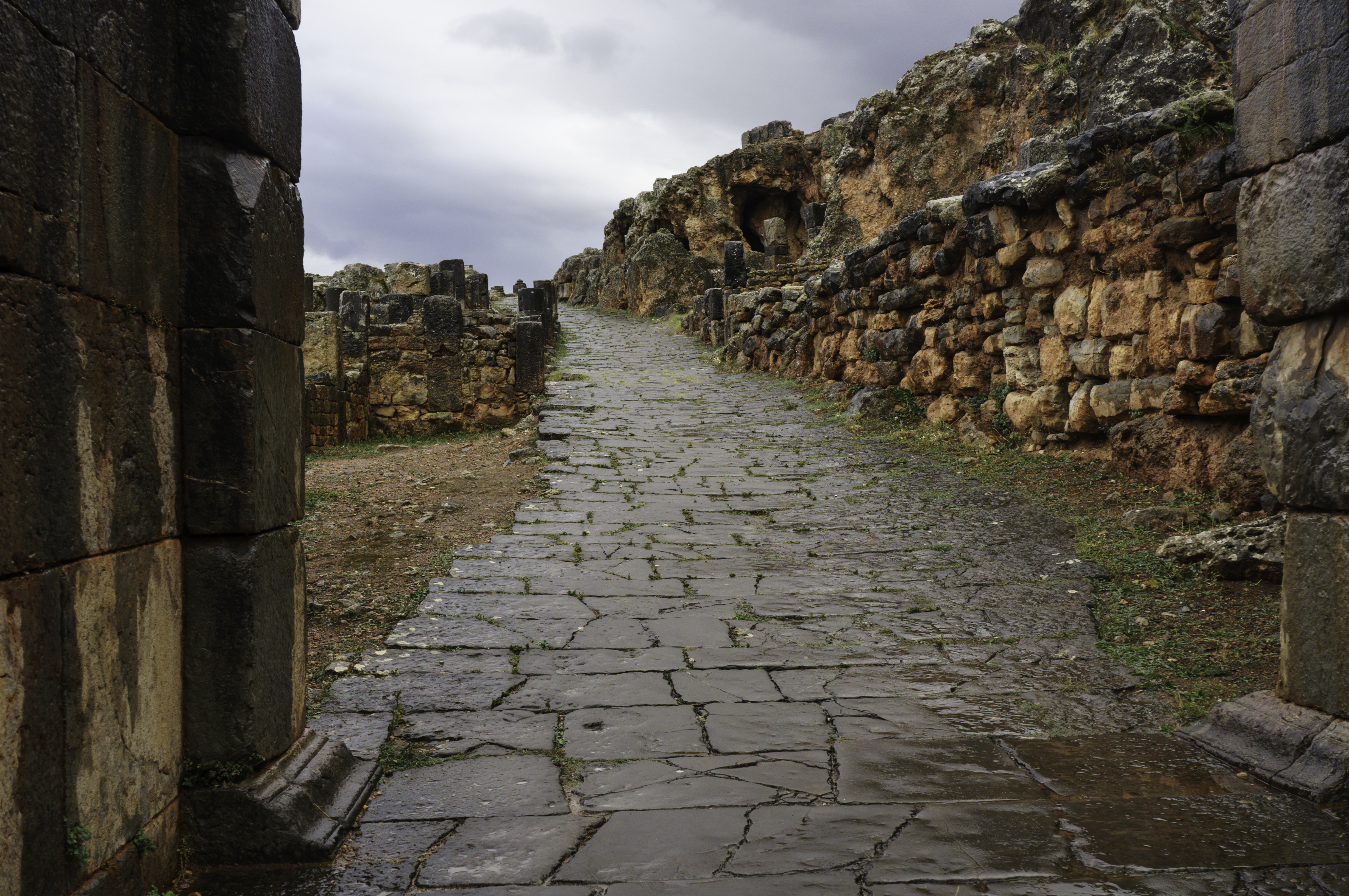
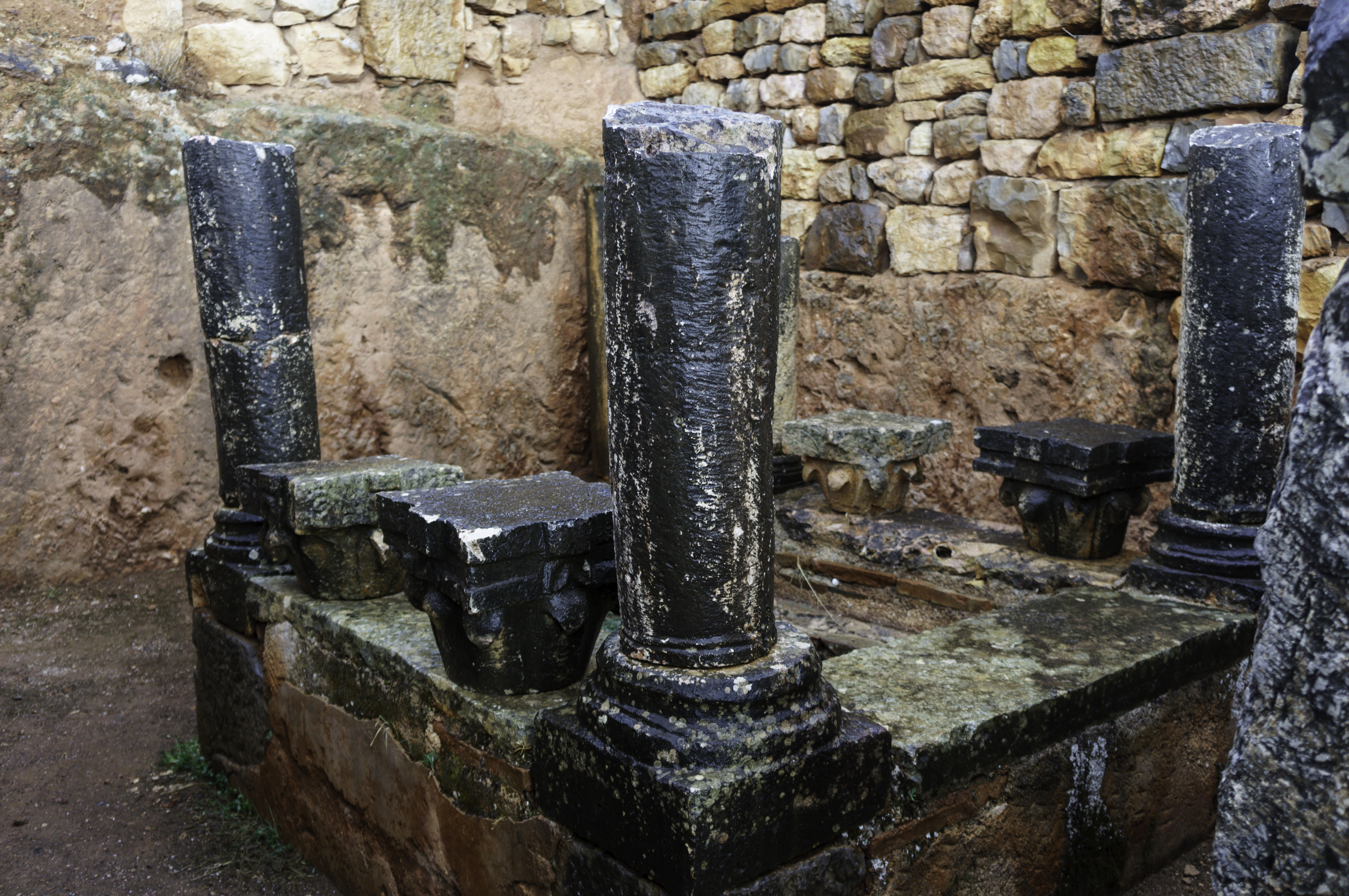

## Personnalités originaires de Tiddis

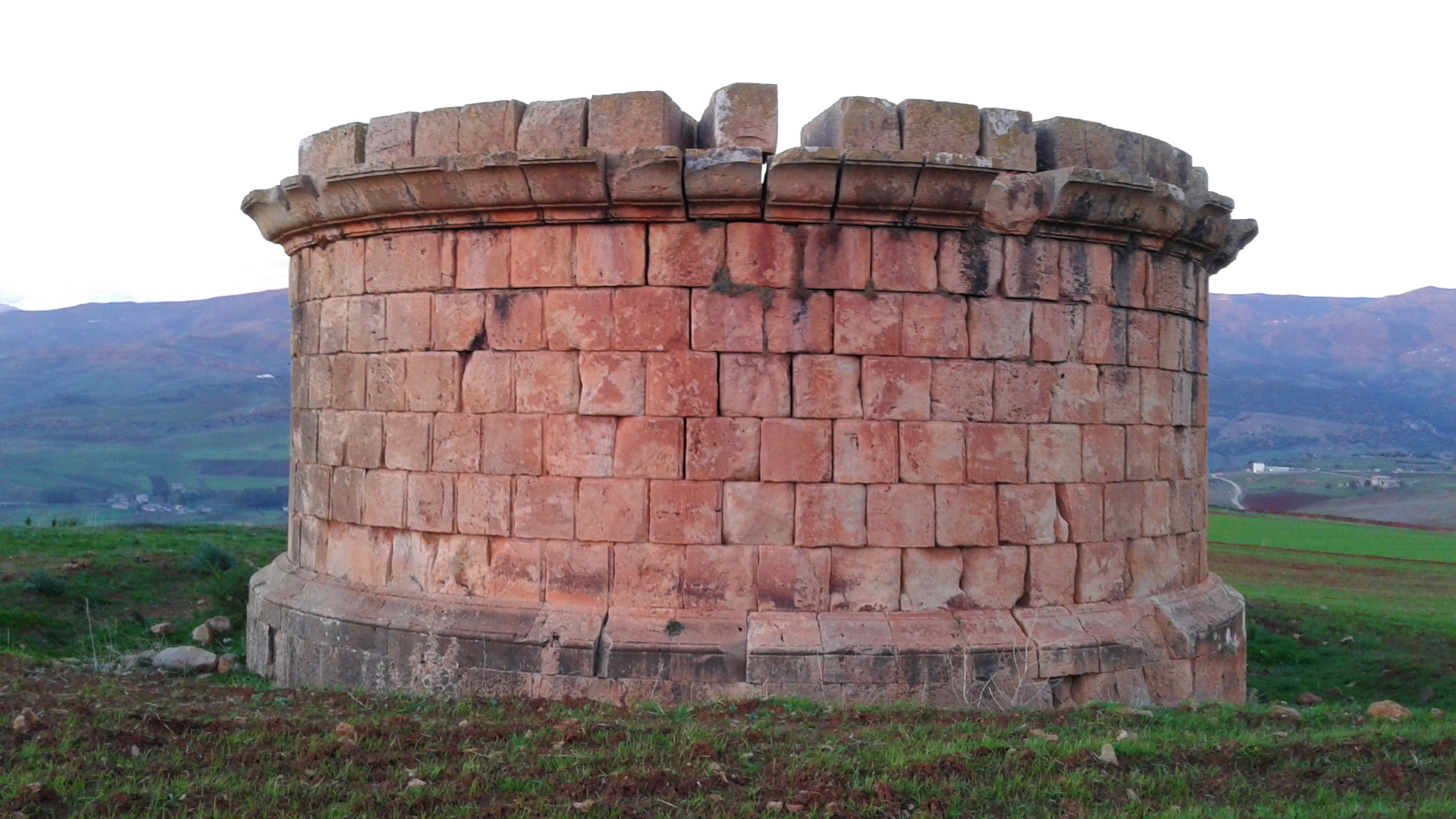
Mausolée de Quintus Lollius Urbicus.

- Quintus Lollius Urbicus